# Heiden und Magerrasen in der Südheide

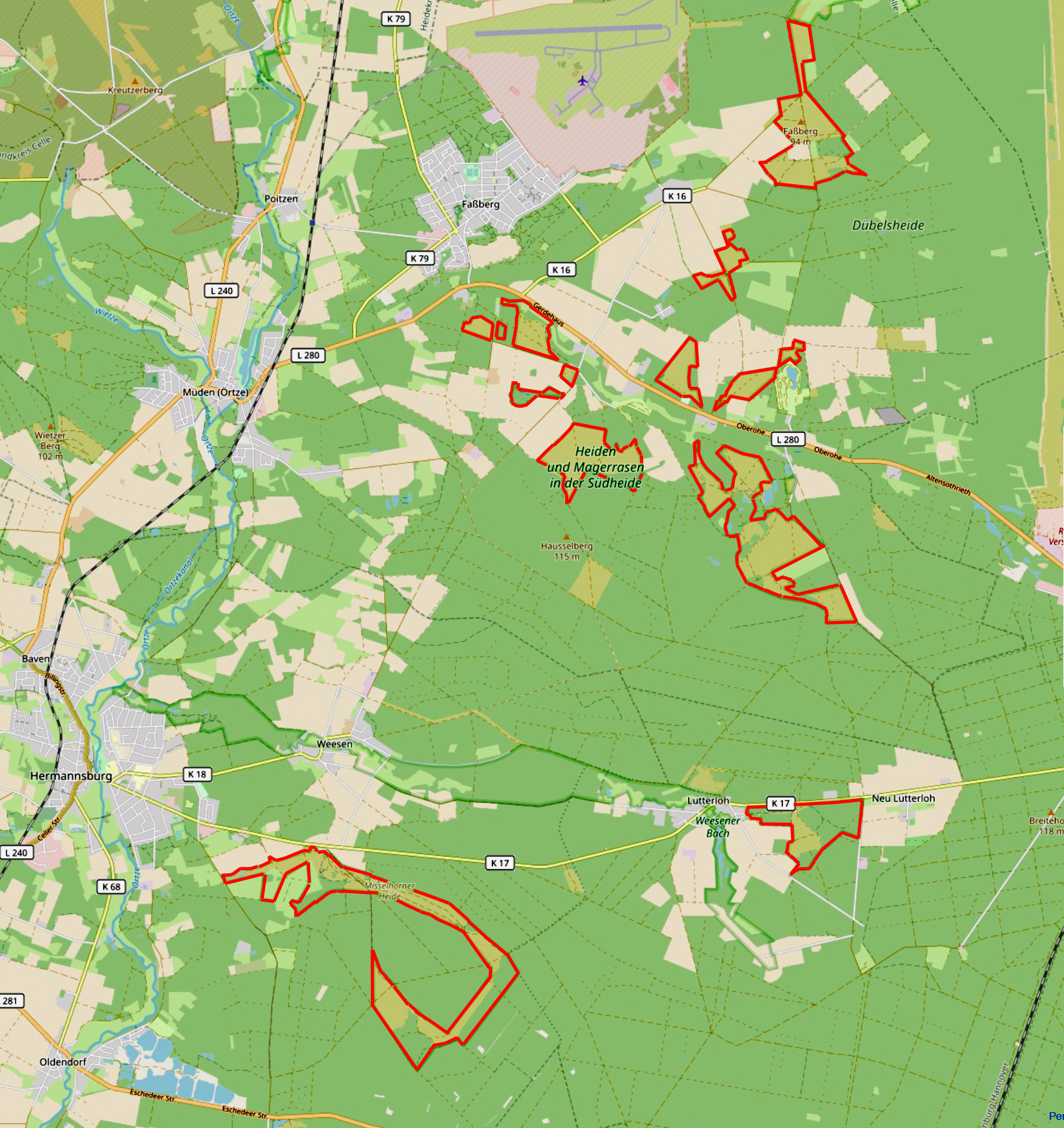
Übersichtskarte NSG Heiden und Magerrasen in der Südheide (15 Einzelflächen)

Die Heiden und Magerrasen in der Südheide sind ein Naturschutzgebiet in den niedersächsischen Gemeinden Faßberg und Südheide im Landkreis Celle.

## Allgemeines
Das Naturschutzgebiet mit dem Kennzeichen NSG LÜ 334 ist circa 753 Hektar groß. Das aus 15 Teilflächen bestehende Naturschutzgebiet ist größtenteils gleichzeitig als FFH-Gebiet „Heiden und Magerrasen in der Südheide“ ausgewiesen. Außerdem ist die Teilfläche „Schmarbecker Heide“ des FFH-Gebietes „Ilmenau mit Nebenbächen“ Bestandteil des Naturschutzgebietes. Das bisherige Naturschutzgebiet „Moor bei Gerdehaus“, der größte Teil des Naturschutzgebietes „Heideflächen mittleres Lüßplateau“ und Teile des Landschaftsschutzgebietes „Südheide im Landkreis Celle“ gingen im Naturschutzgebiet „Heiden und Magerrasen in der Südheide“ auf. Das Gebiet steht seit dem 30. Juli 2019 unter Naturschutz. Zuständige untere Naturschutzbehörde ist der Landkreis Celle.

## Lage und Beschreibung
Das Naturschutzgebiet liegt in der Südheide, sämtlich im Nordteil des Naturparks Südheide. Das Gebiet erstreckt sich in etwa von den Ortschaften Faßberg im Norden und Unterlüß im Osten bis Hermannsburg im Südwesten. Die Teilflächen des Naturschutzgebietes sind fast vollständig vom Landschaftsschutzgebiet „Südheide im Landkreis Celle“ umgeben.
Das nördlichste Teilgebiet sind die Heideflächen der „Schmarbecker Heide“ mit dem Gipfelkreuz des Faßberges (92 m über NHN) und der „Schmarbecker Wacholderwald“. Eine der Teilfläche südlich von Faßberg wird von der Sothrieth durchflossen. In der Nähe befindet sich in diesem Naturschutzgebiet der Ausgrabungsort eines Brandgrabes aus dem 2. Jahrhundert, das „Reitergrab von Hankenbostel“. Weiter südlich befinden sich die jetzt geschützten Heideflächen am Haußelberg, dessen Gipfel (117 m über HNH) der Mathematiker Gauß im 19. Jahrhundert für die Landvermessung des Königreichs Hannover per Triangulation benutzte. Außerdem sind jetzt die Heideflächen der ehemaligen Kieselgurabbaugebiete bei Neuohe und nördlich und südlich von Oberohe geschützt. Die südlichsten Flächen des Schutzgebietes sind die östlich von Lutterloh und südöstlich von Hermannsburg (Misselhorner Heide und Tiefental) liegenden Bereiche des ehemaligen Naturschutzgebietes „Heideflächen mittleres Lüßplateau“. Die Etappen 10–12 des Heidschnuckenweges führen durch das Naturschutzgebiet.

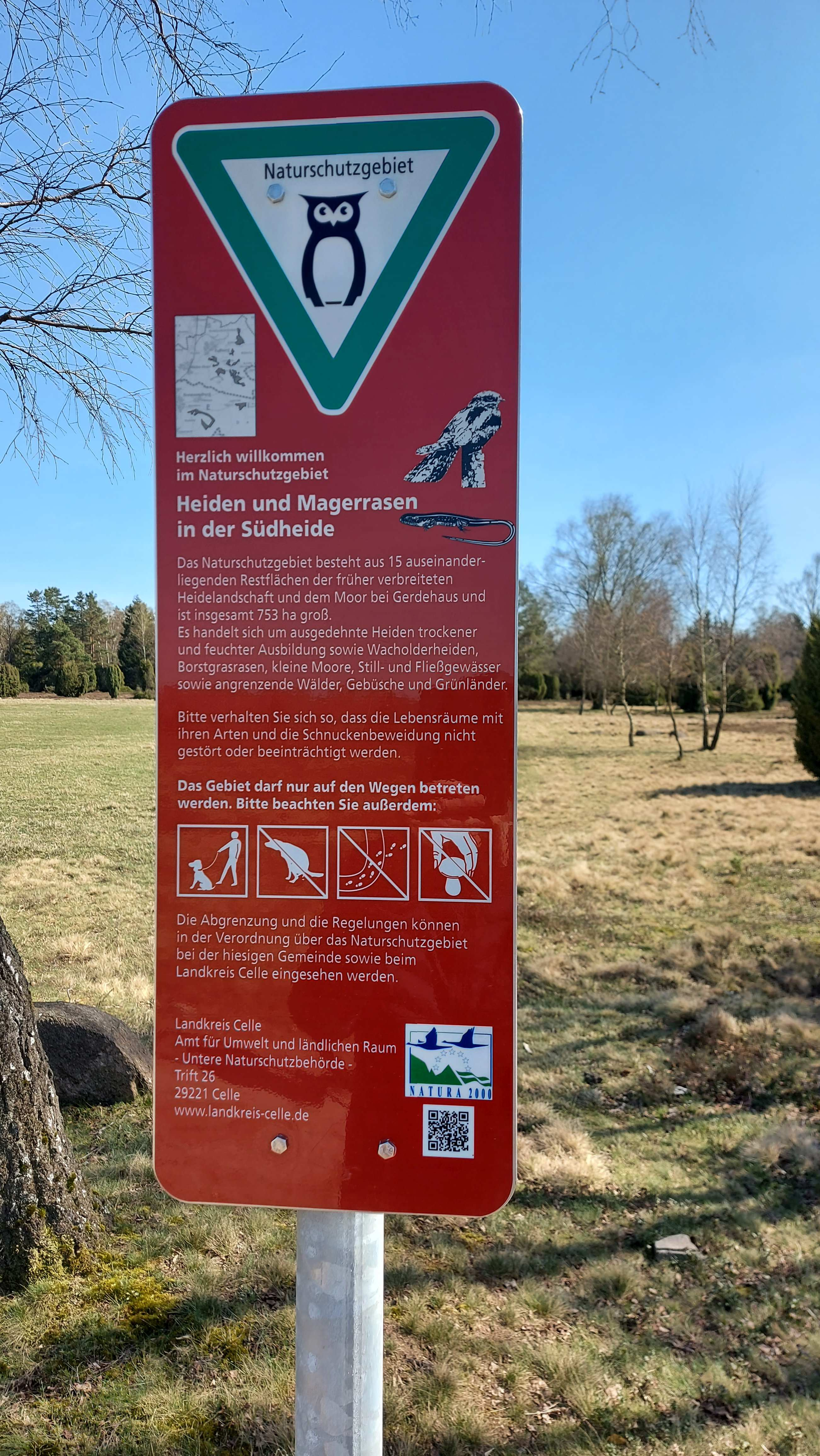
Schild im Naturschutzgebiet

Mit dem Naturschutzgebiet werden Restflächen der früher weit verbreiteten Heidelandschaft unter Schutz gestellt und mit dem Moor bei Gerdehaus südlich von Faßberg ein naturnahes Kleinstmoor mit eingeschlossen. Das Gebiet wird von teilweise trockenen bzw. feuchten Heiden, Wacholderheiden sowie Borstgras- und Trockenrasen geprägt. Dazu kommen kleine Moore, Wälder, Trocken- und Feuchtgebüsche sowie stellenweise Still- und Fließgewässer.
Die trockenen Heiden werden von Besenheide dominiert. Teilweise sind die Heiden als Wacholderheiden mit Heide-Wacholder ausgeprägt. Weiterhin sind Bestände von Englischem und Behaartem Ginster zu finden. Zusätzlich sind die Heiden stellenweise von Baumgruppen oder Einzelbäumen durchsetzt. Daneben finden sich Übergänge zu lichten Kiefern-, Birken- und Eichenwäldern. Neben Besenheide sind vor allem Glockenheide, Quendelseide, Keulenbärlapp, Schwarze Krähenbeere, Dreizahn, Arnika, Echte Bärentraube, Echte Mondraute, Heidesegge, Niedrige Schwarzwurzel und Unechtes Gabelzahnmoos zu finden. Die trockenen Heiden sind Lebensraum unter anderem für die Vogelarten Ziegenmelker, Raubwürger, Neuntöter, Heidelerche, Feldlerche, Schwarzkehlchen, Gartenrotschwanz und Baumpieper, die Reptilien Zauneidechse, Schlingnatter und Kreuzotter, die Schmetterlinge Ockerbindiger Samtfalter, Brauner Feuerfalter, Dukatenfalter, Geißklee-Bläuling und die Heuschrecken Westliche Beißschrecke, Rotleibiger Grashüpfer, Kleiner Heidegrashüpfer und Gefleckte Keulenschrecke.
In den feuchten Heiden, die teilweise als Moorheiden ausgeprägt sind, dominiert die Glockenheide. Dazu gesellen sich Rosmarinheide, Moosbeere, Moorlilie, Rasenbinse, Torfmoos-Knabenkraut, Lungenenzian, Sparrige Binse, Rundblättriger Sonnentau, Mittlerer Sonnentau, Hirsesegge, Scheiden- und Schmalblättriges Wollgras. Reptilien sind durch Waldeidechse und Kreuzotter vertreten. Weiterhin sind hier unter anderem Lungenenzian-Ameisenbläuling und Kurzflügelige Beißschrecke heimisch.
Die Borstgrasrasen sind als artenreiche Magerrasen mit dem namengebenden Borstgras ausgeprägt. Dazu gesellen sich Arnika, Dreizahn, Gewöhnliche Kreuzblume, Hundsveilchen, Lungenenzian, Sparrige Binse, Waldläusekraut und Hirsesegge. Die Borstgrasrasen beherbergen unter anderem die Schmetterlinge Lungenenzian-Ameisenbläuling und Ockerbindiger Samtfalter.
Die Wälder im Naturschutzgebiet sind vor allem als zwergstrauchreiche Kiefernwälder, Eichenwälder mit Stiel- und Traubeneiche und als Moorwälder ausgeprägt. Sie verfügen über einen hohen Anteil an Alt- und Totholz.
In Mooren und vermoorten Senken siedeln Scheiden- und Schmalblättriges Wollgras, Moosbeere, Igelsegge und Fieberklee. In Torfmoor-Schlenken mit Schnabelried-Gesellschaften sind Weißes und Braunes Schnabelried, Mittlerer und Rundblättriger Sonnentau und Sumpfbärlapp zu finden. Die Moore beherbergen z. B. die Kleine Moosjungfer.
Die Stillgewässer beherbergen teilweise Strandlings- oder Zwergbinsenvegetationen. Hier siedeln unter anderem Zwerglein, Knorpelkraut, Schmalblättriges Wollgras, Knöterichlaichkraut, Kleiner Wasserschlauch, Gezähntes Torfmoos und Warziges Torfmoos. Die Stillgewässer sind Lebensraum z. B. für die Amphibien Moorfrosch, Kreuzkröte und Knoblauchkröte und die Libellen Torfmosaikjungfer, Kleine Binsenjungfer und Schwarze Heidelibelle.
Neben den genannten beherbergt das Naturschutzgebiet weitere Libellen, Tag- und Nachtfalter, Heuschrecken, Laufkäfer, Wildbienen und Grabwespen.

NSG „Heiden und Magerrasen der Südheide“
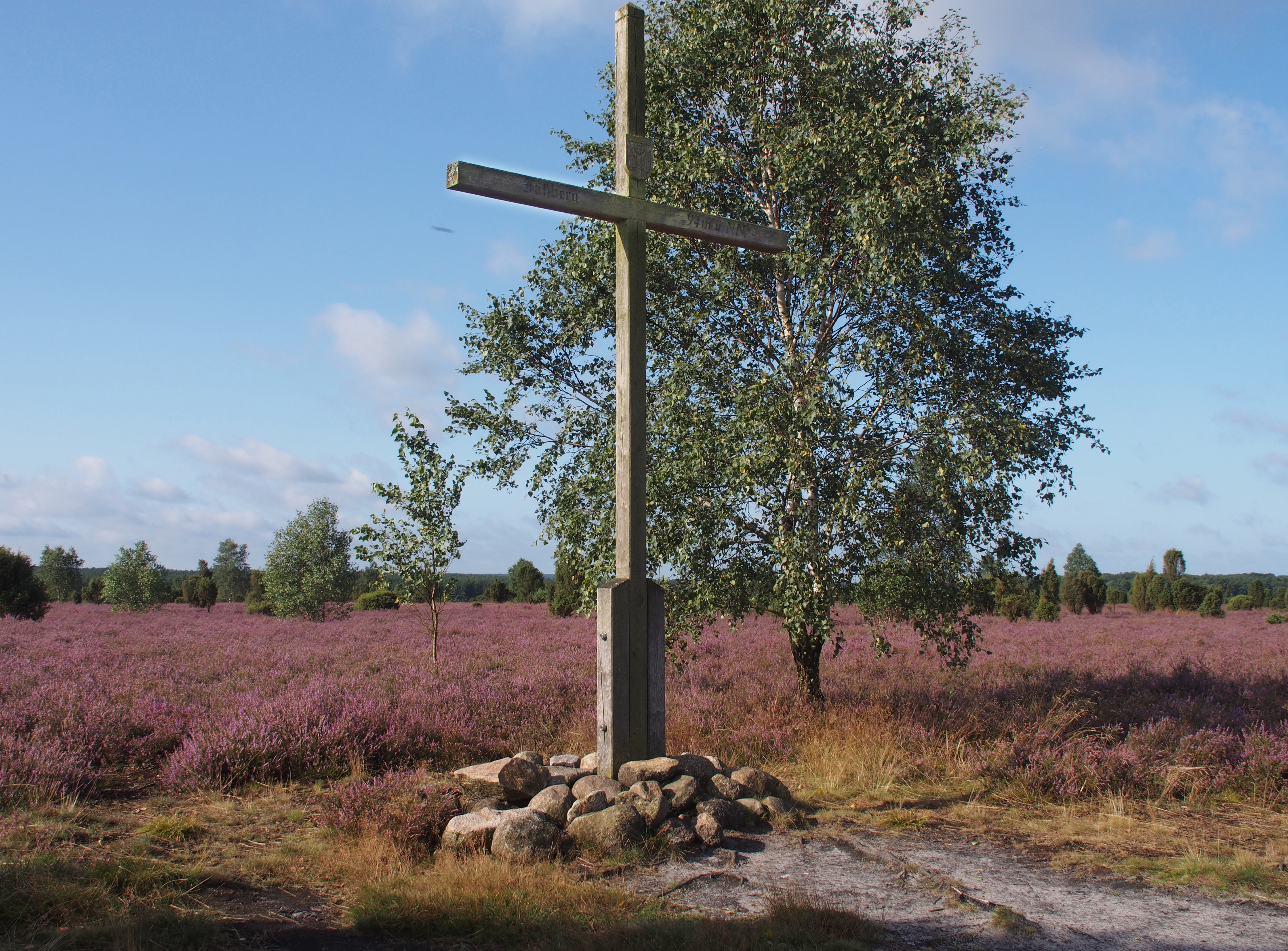
Gipfelkreuz des Faßberges vor dem Schmarbecker Wacholderwald
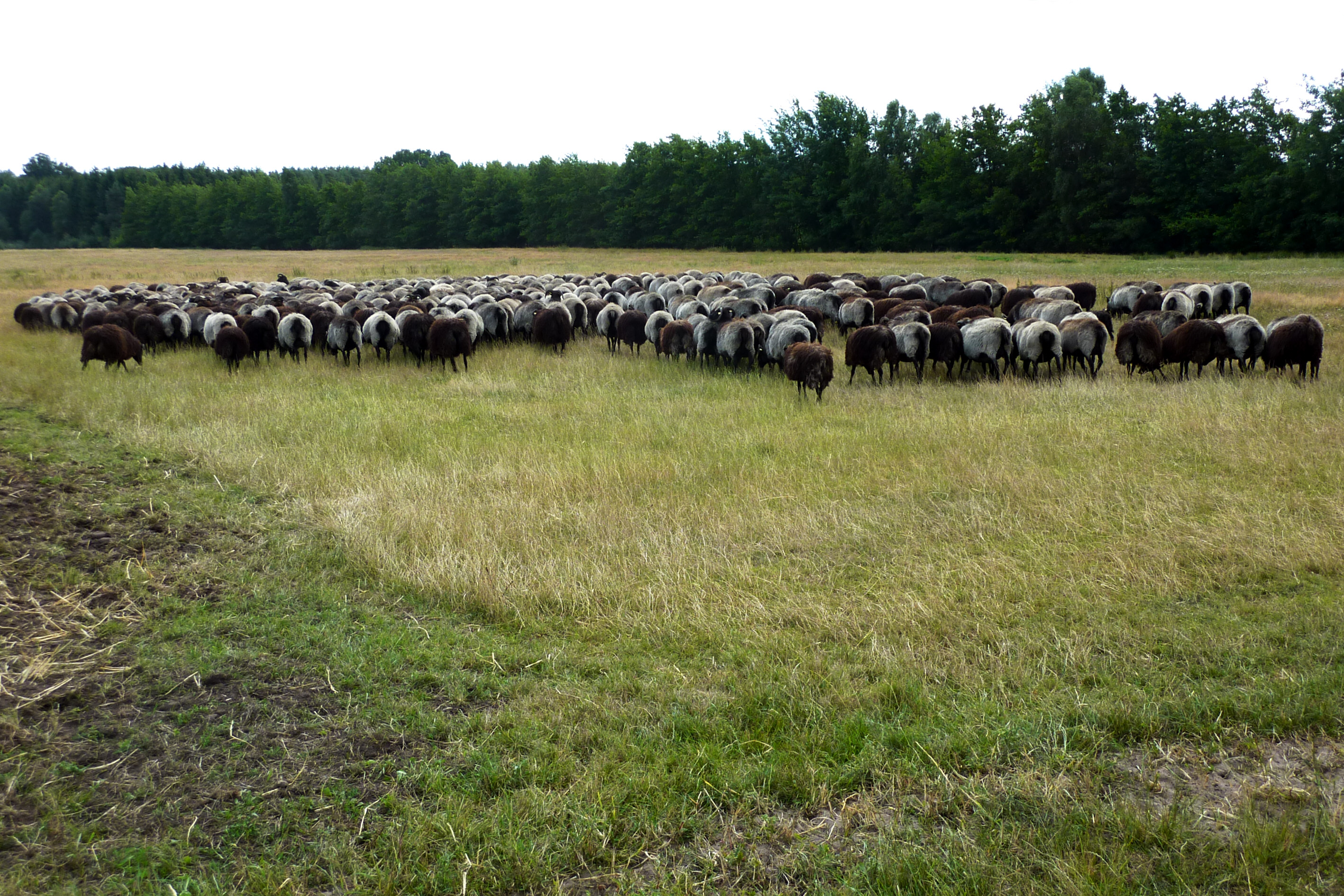
Heidschnucken auf einer Magerrasenfläche bei Schmarbeck
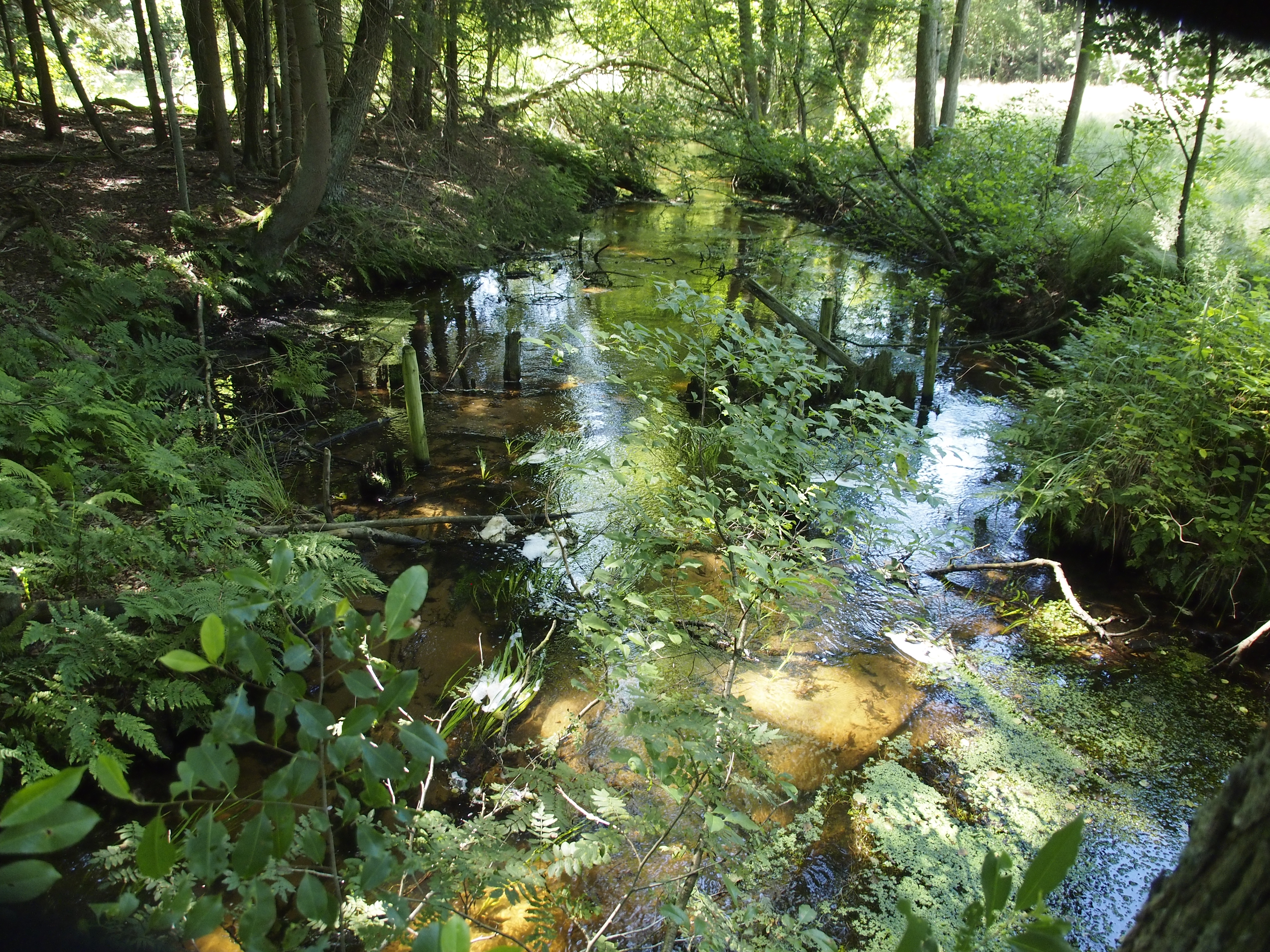
Die Sotrieth bei Oberohe
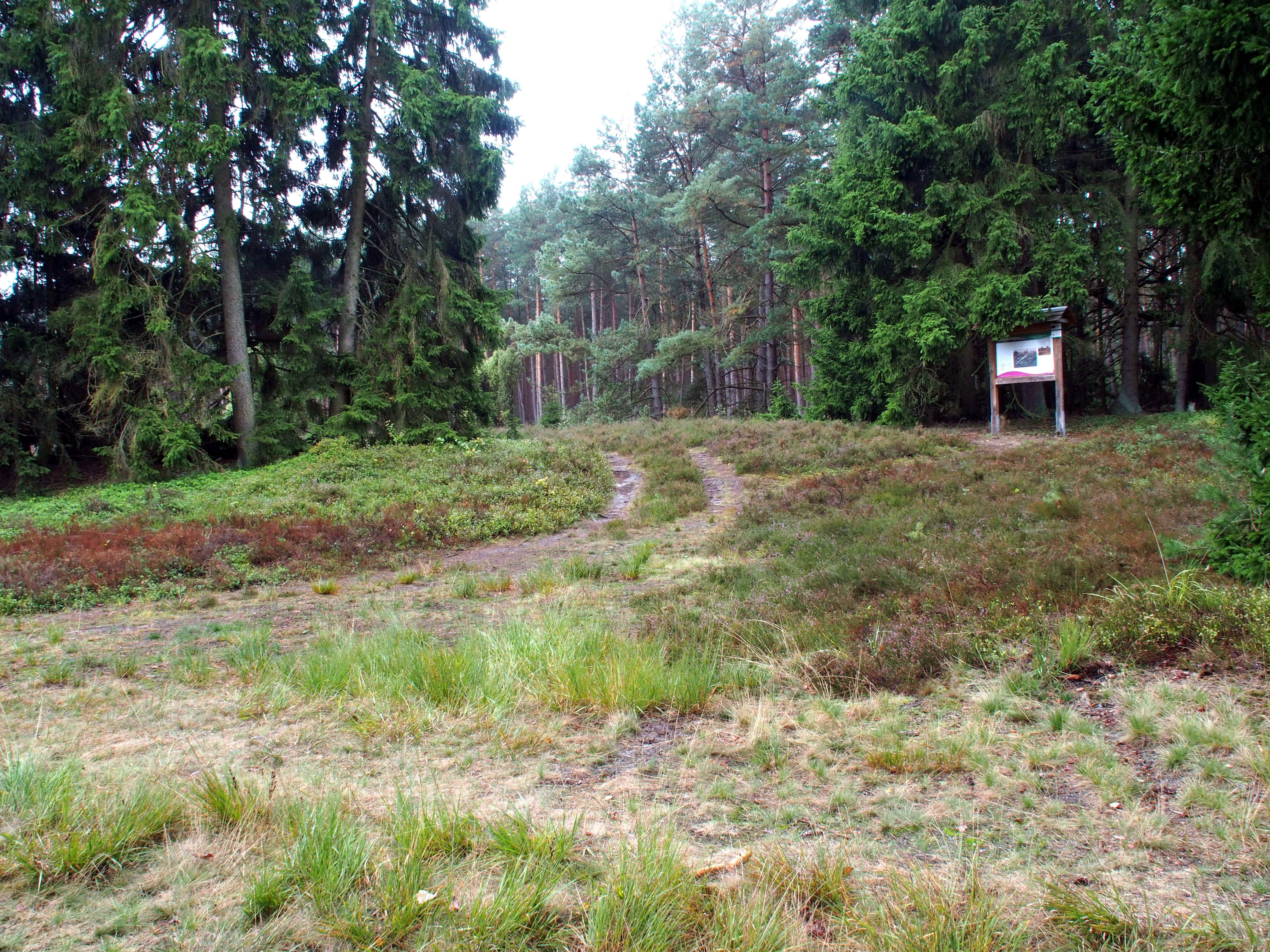
Ausgrabungsort des „Reitergrabes von Hankenbostel“
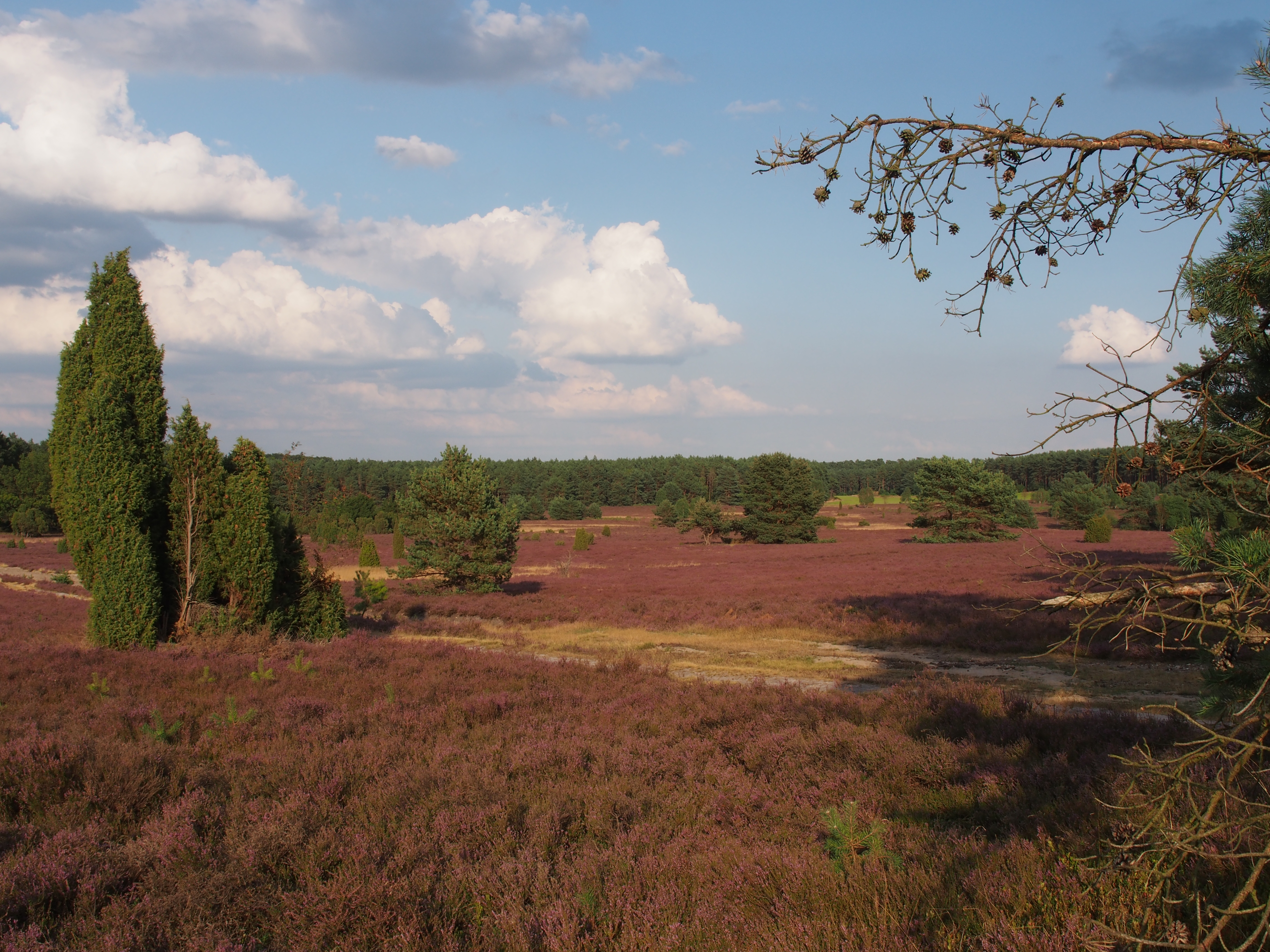
Heideflächen am Haußelberg
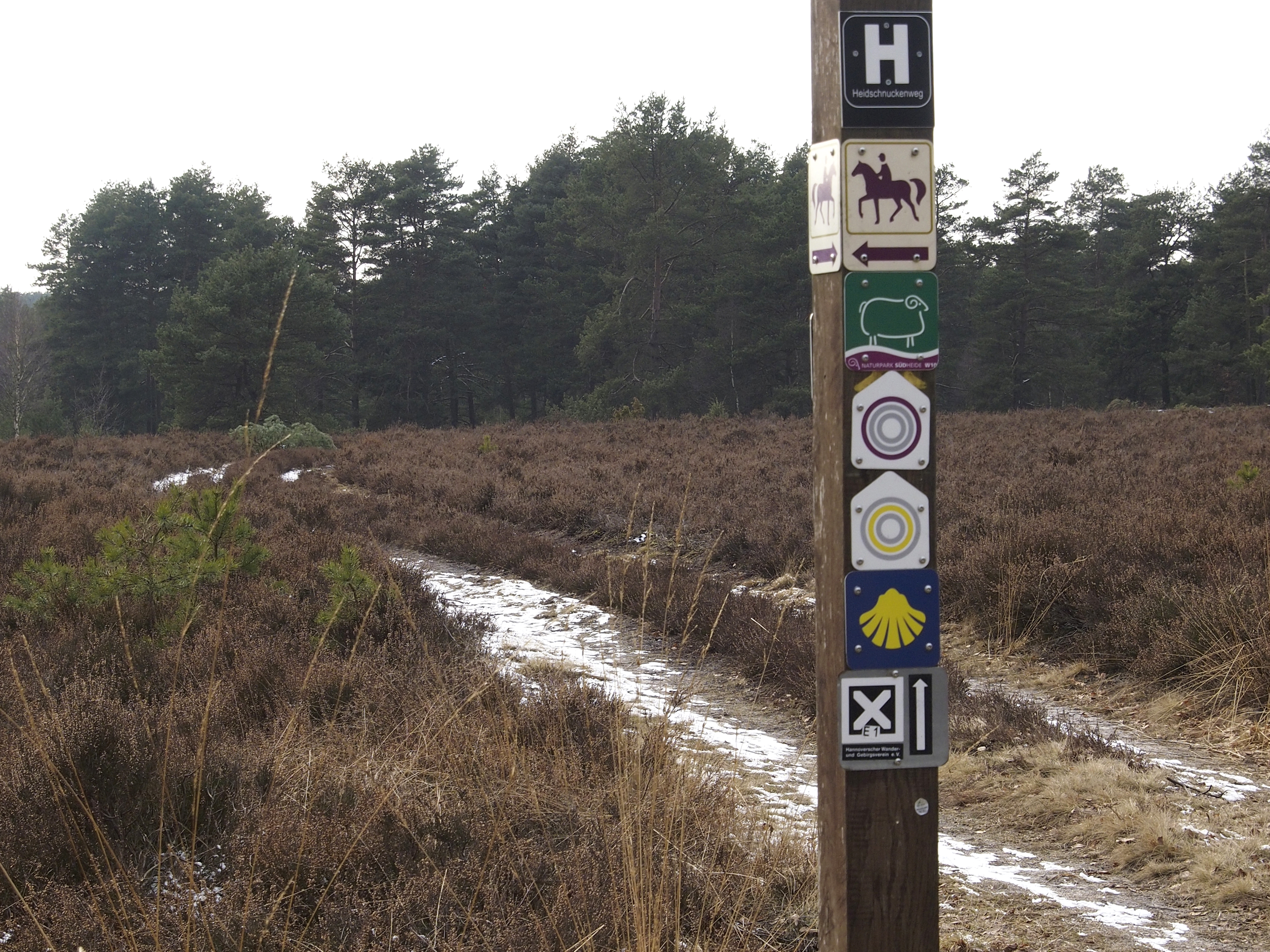
Heidschnuckenweg in der Misselhorner Heide